# Nedoptychoptera
Nedoptychoptera is een uitgestorven geslacht van insecten uit de familie van de glansmuggen. De wetenschappelijke naam van het geslacht werd voor het eerst geldig gepubliceerd in 1998 door Lukashevich.

## Soorten
- † Neodoptychoptera karavatica Lukashevich, 1998